# ذي جعران (مذيخرة)

تعديل مصدري - تعديل

ذي جعران محلة تابعة لقرية القبن، التابعة لعزلة بني مليك بمديرية مذيخرة إحدى مديريات محافظة إب في الجمهورية اليمنية، بلغ تعداد سكانها 33 حسب تعداد اليمن لعام 2004.